# Santa Fe Institute

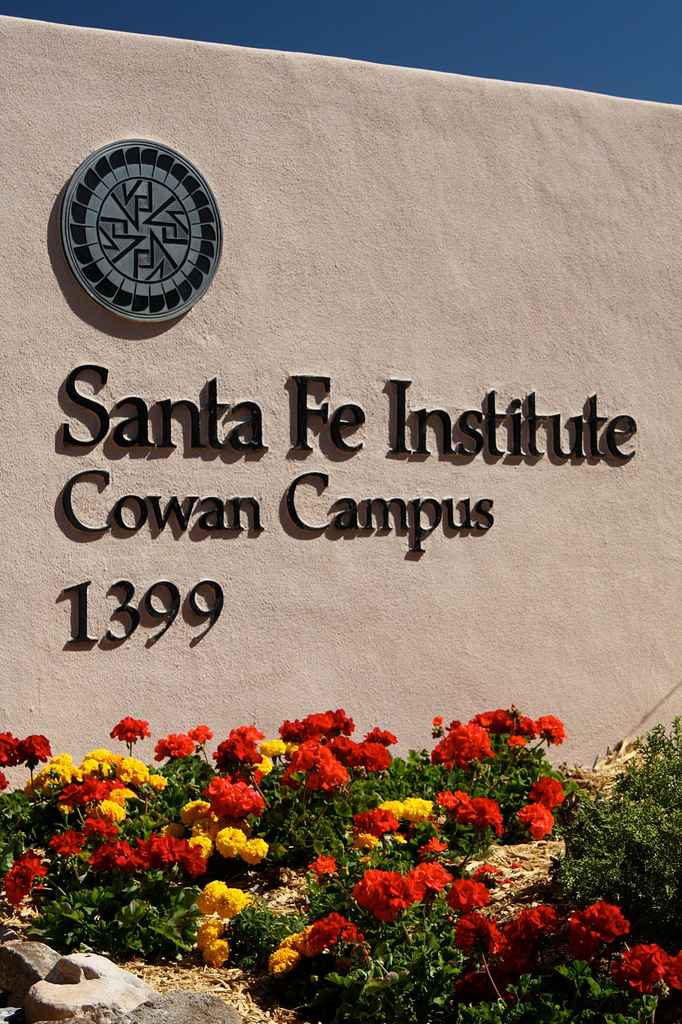
Eingangsbereich mit SFI-Logo

Das Santa Fe Institute (SFI) ist ein privates gemeinnütziges Forschungs- und Lehrinstitut in Santa Fe, New Mexico.
Es wurde 1984 gegründet, um in interdisziplinärer Grundlagenforschung eine Theorie komplexer adaptiver Systeme in Physik, Biologie, Technik und Sozialwissenschaften zu erarbeiten. Die Gründungsmitglieder waren George Cowan (Präsident 1984–1991), David Pines, Stirling Colgate, der Nobelpreisträger Murray Gell-Mann, Nicholas Metropolis, Herbert L. Anderson, Peter Carruthers und Richard Slansky, bis auf Pines und Gell-Mann alle Wissenschaftler des Los Alamos National Laboratory.
Das Institut sieht sein ursprüngliches Ziel als erreicht an, da die Theorie komplexer Systeme inzwischen ein etablierter Forschungsgegenstand ist, dem sich weltweit eine Anzahl wissenschaftlicher Institute widmen. Als gegenwärtige Arbeitsthemen nennt das Institut kognitive Neurowissenschaft, Computersimulation in Physik und Biowissenschaften, ökonomische und soziale Wechselwirkungen wie kollektive Intelligenz, evolutionäre Dynamik, Netzwerkdynamik und Robustheit.
Seit 2015 ist der Komplexitätsforscher David Krakauer Präsident der Einrichtung.

## Rezeption und Trivia

### Wissenschaft
Das Santa Fe Institute ist ein Fallbeispiel für sozialwissenschaftlich tätige, aus Privatwirtschaft und Industrie finanzierte Einrichtungen. Laut Erik Baker (Harvard-Universität) habe das Institut spätestens in den frühen 2000er-Jahren einen vom Behaviourismus (Neo-Hayekianismus) geprägten Archetyp eines Wissenschaftlers geschaffen, den Baker als „Santa Fe Institut-Libertären“ (Santa Fe Institute libertarian) beschreibt. Demnach umfasse die Institutszugehörigkeit das Selbstverständnis, Lösungen zu präferieren, die keine Top-Down-Politiken erforderten. Als solches sei das SFI ein Raum, in dem sich Eliten der Schaffung einer „neuen politisch-ökonomischen Ordnung“ verschrieben.
Im Global Go To Think Tank Index der University of Pennsylvania belegt die Einrichtung in den Kategorien „Wissenschafts- und Technologie-Policy“ und „Transdisziplinarität“ jeweils Platz 25 weltweit.

### Popkultur
Rolling Stone beschrieb das SFI als „world's most unlikely genius club“ (unvergleichbarste Gelehrtenvereinigung der Welt) mit einer „Justice League of renegade geeks“ (Gerechtigkeitsliga vagabundierender Geeks).
Der in Jurassic Park auftretende fiktive Charakter Ian Malcolm ist im Roman Wissenschaftler des Instituts. Die Fortsetzung Vergessene Welt beginnt mit einer kurzen Beschreibung des SFI.

## Kooperierende Forschende und Ehemalige
- W. Brian Arthur
- Robert Axelrod[4]
- Per Bak
- Samuel Bowles
- David Campbell
- John L. Casti
- James Crutchfield
- J. Doyne Farmer
- Murray Gell-Mann
- Herbert Gintis
- Brian Goodwin
- John H. Holland
- Stuart Kauffman
- Edward Alan Knapp, Präsident 1991–1995
- Christopher Langton
- Robert May
- Kai Nagel
- Hans Joachim Schellnhuber
- Peter Schuster
- Jürgen Jost
- Peter F. Stadler
- Stefan Thurner
- Geoffrey West, Präsident 2005–2009

Zu Fellows des Instituts gehören wiederholt auch Schriftsteller und Kunstschaffende wie Andrea Wulf, um die Forschungsarbeiten zu reflektieren oder transdisziplinär zu kooperieren.

## Finanzierung
Das Santa-Fe-Institut ist in den USA als gemeinnützige 501(c)(3)-Organisation anerkannt und erhält finanzielle Förderung öffentlicher und privater Einrichtungen, von letzteren das Institut erheblich abhängig ist. Der Value-Investor Bill Miller spendete mehrere Millionen US-Dollar. Nach ihm sind ein Campus, ein Lehrstuhl, Stipendien, sowie das Miller-Omega-Programm benannt. Zu den durch das Applied Complexity Network (ACtioN) organisierten, regelmäßigen Förderern gehören unter anderem Accenture, die Boston Consulting Group, Clarivate, Deloitte, Google, die Omidyar Group, die Principal Financial Group, UBS, Takeda, Shopify, Stripe und die Sandia National Laboratories.

## Medien

#### Fach- und Einzelbeiträge zur Einrichtung
- Erik Baker: The ultimate think tank: The rise of the Santa Fe Institute libertarian. In: History of the Human Sciences. Band 35, Nr. 3-4, Juli 2022, ISSN 0952-6951, S. 32–57, doi:10.1177/09526951211068995.
- Dan Dillon: A Review of the Santa Fe Institute. Institutional and Individual Qualities of Expert Interdisciplinary Work. Harvard Graduate School of Education, Cambridge, MA, 2001. (online verfügbar; PDF)
- John Horgan: From Complexity to Perplexity. In: Scientific American. Band 272, Nr. 6, 1995, ISSN 0036-8733, S. 104–109, JSTOR:24980838.
- Fabrizio Li Vigni: The failed institutionalization of “complexity science”: A focus on the Santa Fe Institute’s legitimization strategy. In: History of Science. Band 59, Nr. 3, 2020, S. 344–369. doi:10.1177/0073275320938295ff
- Fabrizio Li Vigni: Hayek at the Santa Fe Institute. Origins, Models, and Organization of the Cradle of Complexity Sciences. In: Centaurus. Journal of the European Society for the History of Science. Band 64, Nr. 2, 2022, S. 443–481. doi:10.1484/J.CNT.5.131461
- Christophe Schinckus: The Santa Fe Institute and Econophysics: A Possible Genealogy? In: Foundations of Science. Band 26, Nr. 4, Dezember 2021, ISSN 1233-1821, S. 925–945, doi:10.1007/s10699-020-09714-9.

#### Zeitungsberichte
- John Carey: Inside the Santa Fe Institute. In: Business Week. 23. Juni 1997, S. 76–77.
- David Kuschner: Cormac McCarthy's Apocalypse. In: Rolling Stone. Nr. 1042/1043, 27. Dezember 2007, ISSN 0035-791X, S. 43–53 (davidkushner.com).
- Gene Levinson: In the Eye of Complexity. In: World & I. Band 11, Nr. 4, April 1996, ISSN 0887-9346, S. 196–202.
- Nick Romeo: Brain Camp. Where Cormac McCarthy and other Geniuses talk Big Ideas. In: Newsweek. Band 159, Nr. 8, 20. Februar 2012, ISSN 0028-9604, S. 58.

#### Populärwissenschaftliche Monographien
- Roger Lewin, Die Komplexitäts-Theorie, Hoffmann & Campe, 1993.
- Gernot Ernst: Komplexität. „Chaostheorie“ und die Linke. 2., erweiterte Auflage. Schmetterling Verlag, Stuttgart 2017, ISBN 978-3-89657-653-8, S. 116 f.

#### Primärquellen
- David C. Krakauer (Hrsg.): Worlds Hidden in Plain Sight. The Evolving Idea of Complexity at Santa Fe Institute 1984–2019. SFI Press, Santa Fe 2019, ISBN 978-1947864146.
- David Pines (Hrsg.): Emerging Syntheses in Science. Proceedings of the Founding Workshops of the Santa Fe Institute. SFI Press, Santa Fe 2019, ISBN 978-1947864054.

Das Institut veröffentlicht englischsprachige Schriftenbände und Einzelpublikationen über den eigenen Verlag SFI Press.

### Dokumentationen
- Pernille Rose Grønkjær (Regie): Lösungen. Die Welt neu denken. Dokumentarfilm, Dänemark, 2021, 111 min.
- Kmele Foster: Inside the Real Genius Club. The Santa Fe Institute. Reportage, Big Think, Vereinigte Staaten 2023, 43 min.